# New Rules
New Rules ist ein Lied der britisch-albanischen Sängerin Dua Lipa, das im Juli 2017 als Single aus ihrem einen Monat zuvor erscheinenden Debütalbum Dua Lipa veröffentlicht wurde.
Das Lied wurde von Caroline Ailin, Emily Warren und von dem US-amerikanischen Musikproduzent Ian Kirkpatrick geschrieben und von letzterem produziert.

## Inhalt
Das Lied ist aus der Perspektive einer Frau, die versucht, ihren Ex-Freund hinter sich zu lassen, gesungen. „Es geht darum, Abstand zu jemandem zu halten, der schlecht für dich ist. Ich habe einige Regeln festgelegt, damit ich nicht zu dieser Person zurückkehre“, erzählte Dua Lipa der BBC. (Die Regeln sind das Telefon nicht abzunehmen, ihn nicht hereinzulassen usw.)

## Musikvideo
Das Musikvideo zu diesem Lied wurde in Miami vom Regisseur Henry Schofield gedreht und am 7. Juli 2017 auf Dua Lipas YouTube-Kanal veröffentlicht. Im August 2025 verzeichnete das Musikvideo über 3,1 Milliarden Aufrufe auf der Videoplattform.

## Kommerzieller Erfolg

### Chartplatzierungen
| ChartsChartplatzierungen       | Höchstplatzierung | Wochen |
| ------------------------------ | ----------------- | ------ |
| Deutschland (GfK)              | 9 (38 Wo.)        | 38     |
| Österreich (Ö3)                | 11 (34 Wo.)       | 34     |
| Schweiz (IFPI)                 | 11 (40 Wo.)       | 40     |
| Vereinigte Staaten (Billboard) | 6 (48 Wo.)        | 48     |
| Vereinigtes Königreich (OCC)   | 1 (66 Wo.)        | 66     |

| ChartsJahrescharts (2017)    | Platzierung |
| ---------------------------- | ----------- |
| Deutschland (GfK)            | 41          |
| Österreich (Ö3)              | 46          |
| Schweiz (IFPI)               | 61          |
| Vereinigtes Königreich (OCC) | 11          |

| ChartsJahrescharts (2018)      | Platzierung |
| ------------------------------ | ----------- |
| Deutschland (GfK)              | 100         |
| Schweiz (IFPI)                 | 92          |
| Vereinigte Staaten (Billboard) | 16          |
| Vereinigtes Königreich (OCC)   | 20          |

| ChartsJahrescharts (2010–2019) | Platzierung |
| ------------------------------ | ----------- |
| Vereinigtes Königreich (OCC)   | 27          |

### Auszeichnungen für Musikverkäufe
| Land/Region                  | Auszeichnungen für Musikverkäufe (Land/Region, Auszeichnung, Verkäufe) | Verkäufe   |
| ---------------------------- | ---------------------------------------------------------------------- | ---------- |
| Australien (ARIA)            | 7× Platin                                                              | 490.000    |
| Belgien (BRMA)               | 2× Platin                                                              | 60.000     |
| Brasilien (PMB)              | Platin                                                                 | 40.000     |
| Dänemark (IFPI)              | 2× Platin                                                              | 180.000    |
| Deutschland (BVMI)           | 2× Platin                                                              | 800.000    |
| Frankreich (SNEP)            | Diamant                                                                | 333.333    |
| Irland (IRMA)                | 7× Platin                                                              | 105.000    |
| Italien (FIMI)               | 3× Platin                                                              | 150.000    |
| Kanada (MC)                  | Diamant                                                                | 800.000    |
| Malaysia (RIM)               | Platin                                                                 | 200.000    |
| Neuseeland (RMNZ)            | 7× Platin                                                              | 210.000    |
| Norwegen (IFPI)              | 3× Platin                                                              | 180.000    |
| Österreich (IFPI)            | 2× Platin                                                              | 60.000     |
| Polen (ZPAV)                 | Diamant                                                                | 250.000    |
| Portugal (AFP)               | 4× Platin                                                              | 40.000     |
| Schweden (IFPI)              | 4× Platin                                                              | 320.000    |
| Spanien (Promusicae)         | 4× Platin                                                              | 240.000    |
| Vereinigte Staaten (RIAA)    | 5× Platin                                                              | 5.000.000  |
| Vereinigtes Königreich (BPI) | 5× Platin                                                              | 3.100.000  |
| Insgesamt                    | 59× Platin · 3× Diamant ·                                              | 12.558.333 |

Hauptartikel: Dua Lipa/Auszeichnungen für Musikverkäufe

### Auszeichnungen für Musikstreaming
| Land/Region  | Auszeichnungen für Musikverkäufe (Land/Region, Auszeichnung, Verkäufe) | Verkäufe   |
| ------------ | ---------------------------------------------------------------------- | ---------- |
| Japan (RIAJ) | Gold                                                                   | 50.000.000 |
| Insgesamt    | 1× Gold ·                                                              | 50.000.000 |

Hauptartikel: Dua Lipa/Auszeichnungen für Musikverkäufe